# Кінсько-Роздорівська сільська рада
| Кінсько-Роздорівська сільська рада — колишній орган місцевого самоврядування у Пологівському районі Запорізької області з адміністративним центром у с. Кінські Роздори. Водоймища на території, підпорядкованій даній раді: р. Конка. Сільській раді були підпорядковані населені пункти: - с. Кінські Роздори - с. Лозове - с-ще Магедове |

## Склад ради
Рада складалася з 20 депутатів та голови.

### Керівний склад ради
| ПІБ                          | Основні відомості                                                         | Дата обрання | Дата звільнення |
| ---------------------------- | ------------------------------------------------------------------------- | ------------ | --------------- |
| Захряпа Олександр Григорович | Сільський голова, 1964 року народження, освіта, безпартійний              | 26.03.2006   | 31.10.2010      |
| Захряпа Олександр Григорович | Сільський голова, 1964 року народження, освіта вища, член Партії регіонів | 31.10.2010   |                 |

Примітка: таблиця складена за даними джерела